# 탁상출판

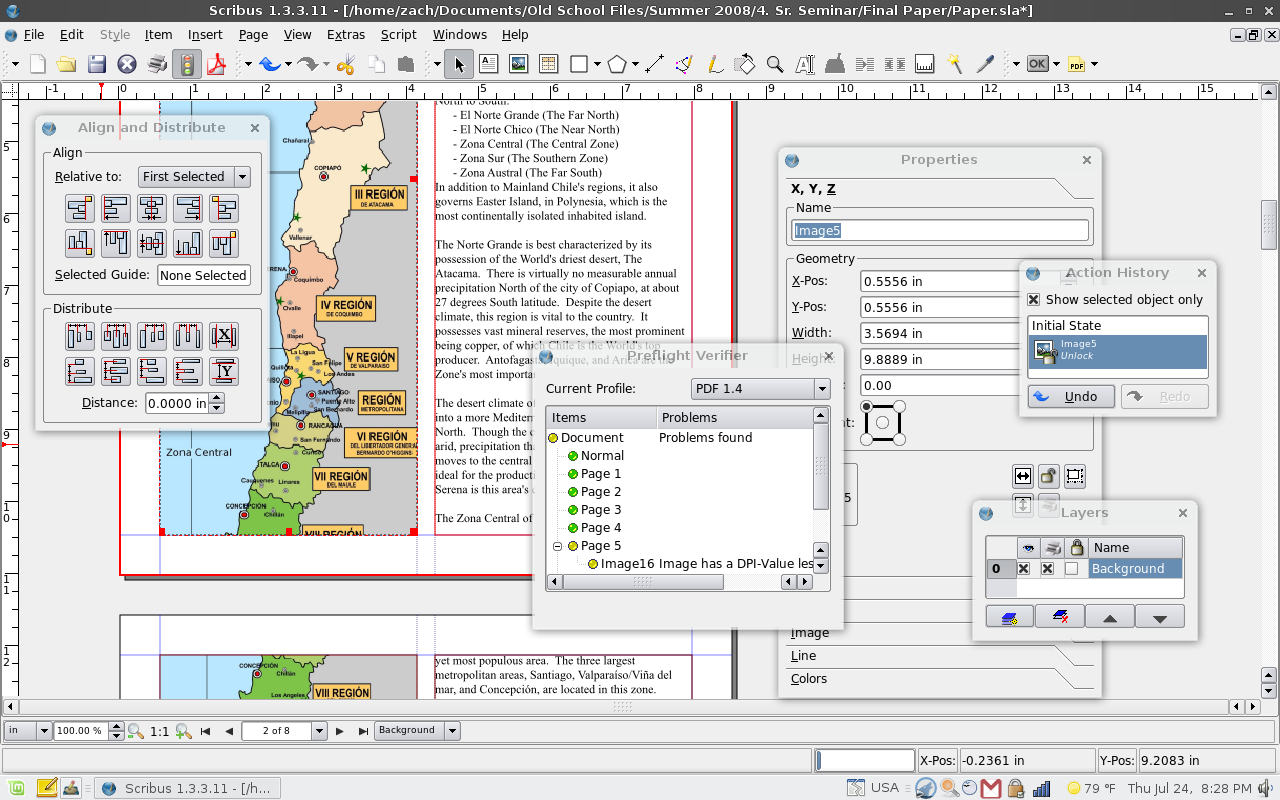
스크라이버스는 오픈 소스 탁상 출판 응용 프로그램이다.

탁상 출판(卓上出版) 또는 DTP(Desktop Publishing)는 개인 컴퓨터로 단행본이나 사전등의 출판물을 디자인하는 작업을 말한다. 탁상 출판에 기여하는 디자이너는 글꼴에 대한 이해 즉, 타이포그래피는 물론, 인쇄와 종이의 종류와 크기(판형)에 대한 기본지식도 갖고 있어야 한다. 왜냐하면 전자출판은 종이에 인쇄된 시각매체를 만드는 작업이기 때문이다.

## 탁상 출판용 프로그램
탁상 출판에 사용되는 프로그램으로는 쿼크익스프레스, 어도비 인디자인(조판), 일러스트레이터(삽화,그래프 제작등), 포토샵(그림과 사진 편집)이 대부분이다. 소수의 사용자들은 PDF 변환이 쉬운 인디자인이나 수식 입력이 편리한 M-layout 등을 사용하기도 하는데, 교회 주보처럼 소량의 출판물을 디자인할 때는 배우기 쉬운 아래아한글을 사용하기도 한다.

## 무료 공개 버전의 탁상 출판용 프로그램
자유-오픈 소스 소프트웨어로는 스크라이버스가 있고, 보조용 프로그램으로는 잉크스케이프, 김프, 오픈오피스가 유용하다

## 같이 보기
- OCR-B
- 바코드
- PDF 가상프린터